# Castillo de Orihuela
El castillo de Orihuela es una fortaleza medieval de la localidad de Orihuela, en la comarca de la Vega Baja del Segura de la provincia de Alicante (Comunidad Valenciana, España). Está situado en lo alto del Monte de San Miguel, a 240 metros de altitud, pudiendo accederse en coche solo hasta el seminario diocesano de Orihuela, a media ladera del citado monte.
Es  Bien de Interés Cultural con categoría de  Monumento.

## Historia

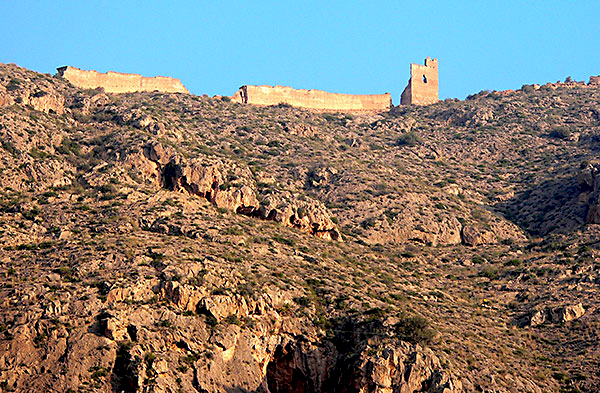
Restos del castillo.

La fortaleza ya debió de existir en la época del visigodo Teodomiro, pues hay referencias concretas de que ya estaba construido en el año 713.
Sin duda se trató de una gran fortaleza, de gran importancia a lo largo de toda su historia por su valor estratégico. Fue reformado en numerosas ocasiones, especialmente tras ser reconquistada la ciudad por los cristianos. Está documentado que distintos monarcas asignaron partidas para su mantenimiento.
Durante la Guerra de Sucesión de inicios del s. XVIII, una gran explosión provocada por la caída de un rayo sobre el polvorín destruyó la mayor parte del castillo, ordenándose su demolición por considerarse irrecuperable. Del mismo modo varias tormentas a lo largo del mismo siglo y, finalmente, el terremoto de 1829, causaron daños irrecuperables en los restos que aún quedaban de la fortificación.

## Descripción
Fue construido en siete círculos, estando reservado el superior para los altos cargos militares. Actualmente se pueden ver todavía grandes tramos de sus murallas, así como restos de algunas torres. También pueden distinguirse los distintos elementos incorporados en sucesivas épocas. Se encuentra en estado de ruina.

## Conservación
A pesar de haber sido declarado como Ruinas Históricas el 3 de junio de 1931,
y de estar amparado por el Plan Especial de Protección del Casco Histórico de Orihuela, su degradación es continua. La necesidad de consolidación de los restos del Castillo y del recinto amurallado es imperiosa, dado que las inclemencias meteorológicas, el paso del tiempo y la acción del hombre han contribuido a que estas ruinas se encuentren en un estado muy alarmante de conservación.

## Curiosidades
De esta fortaleza dijo el cronista Jerónimo Zurita (en el siglo XVI) que era llave y defensa de todo el reino de Valencia. Asimismo, el Canciller Pedro López de Ayala dijo que era uno de los castillos más fuertes y hermosos. Su fama de inexpugnabilidad vino consolidada durante la llamada Guerra de los Dos Pedros, en el s. XIV, al hacer falta doce años de asedio para poder tomarlo, existiendo crónicas que narran que la rendición del castillo vino dada no por asalto, sino por la falta de alimentos de los moradores (que incluso, dicen, tuvieron que recurrir al canibalismo)